# Asura depuncta
Asura depuncta là một loài bướm đêm thuộc phân họ Arctiinae, họ Erebidae.